# Brian K. Roberts
Brian K. Roberts est un producteur, réalisateur et scénariste de télévision américain.

## Filmographie

### Réalisateur
- 1981 : Entertainment Tonight
- 1983 : Breakaway
- 1992 : Lifestyles of the Rich and Famous
- 1992 : How'd They Do That?
- 1992 : Candid Camera
- 1993 : Name Your Adventure
- 1994 : The George Carlin Show (1 épisode)
- 1996 : Boston Common (2 épisodes)
- 1996-1997 : Mr. Rhodes (5 épisodes)
- 1996-2002 : Sabrina, l'apprentie sorcière (12 épisodes)
- 1996-2004 : Le Drew Carey Show (16 épisodes)
- 1997 : Temporarily Yours (1 épisode)
- 1997 : À la une (2 épisodes)
- 1997 : Men Behaving Badly (1 épisode)
- 1997 : Hitz (2 épisodes)
- 1997 : George & Leo (1 épisode)
- 1997 : Teen Angel (3 épisodes)
- 1998 : The Jim Breuer Show
- 1998 : Un toit pour trois (1 épisode)
- 1998 : Style & Substance (1 épisode)
- 1998 : Oh Baby
- 1998 : Un gars du Queens (1 épisode)
- 1998 : The Tony Donza Show (3 épisodes)
- 1998 : The Army Show (3 épisodes)
- 1998 : Holding the Baby (1 épisode)
- 1998-2001 : The Hughleys (10 épisodes)
- 1998-2005 : Tout le monde aime Raymond (7 épisodes)
- 1999 : Clueless (1 épisode)
- 1999 : Thanks (1 épisode)
- 1999 : La Double Vie d'Eddie McDowd
- 1999 : Grown Ups (en) (2 épisodes)
- 1999 : Père malgré tout (1 épisode)
- 1999-2000 : Zoé, Duncan, Jack et Jane (6 épisodes)
- 2000 : Hype
- 2001 : Kristin (1 épisode)
- 2001-2002 : Lizzie McGuire (3 épisodes)
- 2002-2003 : According to Jim (2 épisodes)
- 2002-2004 : One on One (13 épisodes)
- 2003 : Lost at Home
- 2003 : MADtv (2 épisodes)
- 2003 : Eve (3 épisodes)
- 2004 : The Stones (en)
- 2003-2004 : Rock Me, Baby (2 épisodes)
- 2004 : Phil du futur (1 épisode)
- 2004 : Ce que j'aime chez toi (1 épisode)
- 2005 : Cuts (2 épisodes)
- 2006 : Home Purchasing Club
- 2007 : The Jane Show (4 épisodes)
- 2007 : Naturally, Sadie (2 épisodes)
- 2007-2008 : About a Girl (5 épisodes)
- 2008 : All the Comforts
- 2008 : Buzz Mag (The Latest Buzz) (10 épisodes)
- 2008-2009 : Under One Roof (10 épisodes)
- 2008-2011 : La Petite Mosquée dans la prairie (18 épisodes)
- 2009 : Memory Lanes
- 2009 : How to Be Indie (1 épisode)
- 2009 : Da Kink in My Hair (2 épisodes)
- 2009 : G-Spot (5 épisodes)
- 2010 : Men with Brooms (4 épisodes)
- 2010-2011 : Dan for Mayor (7 épisodes)
- 2011 : The Debaters (26 épisodes)
- 2011 : My Babysitter's a Vampire (2 épisodes)
- 2011 : Un cœur à l'hameçon
- 2011-2012 : Really Me (17 épisodes)

### Producteur
- 2006 : Home Purchasing Club
- 2007-2008 : About a Girl (13 épisodes)
- 2008 : All the Comforts
- 2008-2009 : Under One Roof (13 épisodes)
- 2009 : Memory Lanes
- 2011 : The Debaters (26 épisodes)
- 2012 : Really Me (19 épisodes)

### Scénariste
- 1991 : Les Simpson (1 épisode : Le Pinceau qui tue)
- 1992 : Inside Out III

### Acteur
- 2009 : G-Spot : Directeur du Funérarium